# Transplantes recíprocos
Os transplantes recíprocos são experimentos que comparam a performance de organismos de diferentes populações de uma mesma espécie. As características de uma espécie podem variar ao longo de sua amplitude de distribuição geográfica, cd modo que analisar essas variações por meio dos transplantes recíprocos é uma opção e objeto de estudo já utilizado por alguns ecólogos ou biólogos. Resumidamente, testa-se se os organismos evoluem para se tornarem especializados em viver em ambientes locais, comparando seus desempenhos quando cultivados em casa (hábitat natural) e longe de casa (hábitat de outros).

## Modo de realização
Os transplantes recíprocos, sendo objetos de estudo sobre a variação geográfica intraespécifica (entre espécies), pode ser realizado das seguinte maneiras:
- Comparação de coletas de diversas fontes sob as mesmas condições;
- Comparação de coletas de organismos de dois ou mais hábitats, coletados dentro de seu próprio hábitat e cultivados junto a organismos residentes em seu próprio hábitat, num delineamento "equilibrado" de tal forma que todos os organismos são cultivados em hábitats "nativos" e todos em hábitats "exóticos".